# In Too Deep (Dead or Alive)
In Too Deep è un singolo del gruppo musicale Dead or Alive, pubblicato nel 1985 dall'etichetta discografica Epic Records ed incluso nel loro secondo album Youthquake.
Il videoclip del singolo è ambientato in una sorta di ambiente marino, con cavallucci marini a dondolo e mega ostriche dove vi è lo stesso Pete Burns.

## Classifiche
| Nazione (1985) | Posizione |
| -------------- | --------- |
| Australia      | 31        |
| Germania       | 11        |
| Regno Unito    | 14        |